# Заморские гости

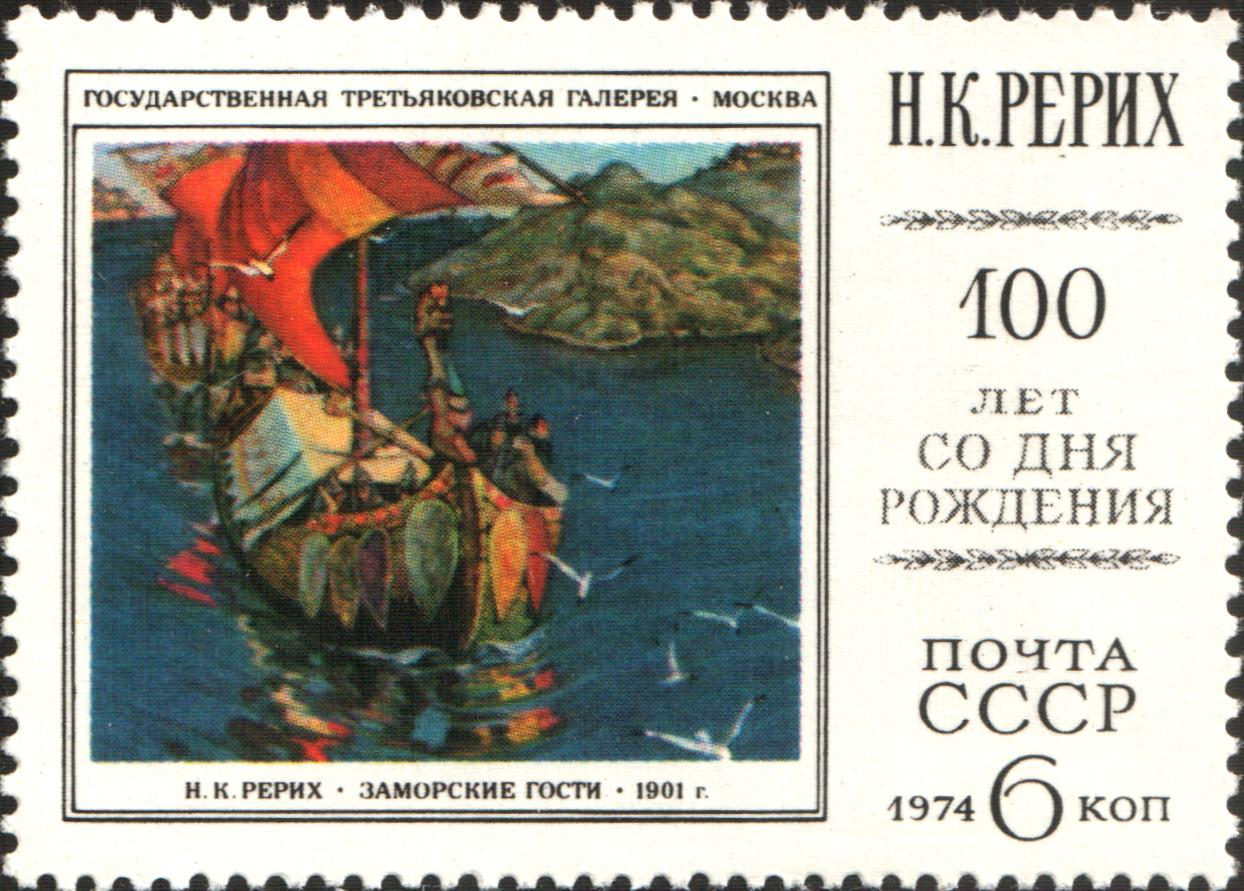
Картина на почтовой марке СССР. 1974 год

«Замо́рские го́сти» — картина Николая Рериха, написанная в 1901 году. Входит в цикл картин «Начало Руси. Славяне».

## История создания
В 1899 году Николай Рерих совершил путешествие по «великому водному пути» к Новгороду. Об этом путешествии он написал: «Чудно и страшно было сознавать, что по этим же самым местам плавали ладьи варяжские, Садко богатого гостя вольные струги, проплывала Новугородская рать на роковую Шелонскую битву…». Именно тогда у Рериха зародился сюжет «Заморских гостей» — картины, которую он написал уже в Париже.
На выставке в Императорской Академии Художеств в 1902 году картину приобрёл Николай II для Царскосельского дворца. В настоящее время хранится в Государственной Третьяковской галерее.

## Стиль
В декоративности цвета и композиционной завершённости видно влияние Архипа Куинджи. Авторский подзаголовок «Народная живопись» подтверждает использование Рерихом мотивов и красок народной живописи. Картина наполнена элементами, которыми изобилуют работы древнерусских иконописцев и мастеров прикладного искусства — ладьи, красные паруса, тёмно-синяя река. Однако Рерих был далёк от слепого подражательства, он сочетал эстетику прошлого с современным восприятием и руководствовался принципами модерна, создавая эффект декоративного панно. В «Заморских гостях» ярко проявился композиционный талант Рериха. Художник оперирует большими и обобщёнными тоновыми и цветовыми массами и добивается тем самым максимальной простоты, сочетая продуманность деталей с монументальностью и не допуская оттенения значимости образов.

## Сюжет
В статье «По пути из варяг в греки» (1899) Рерих описал воображаемую поэтическую картину:

Плывут полуночные гости. Светлой полосой тянется пологий берег Финского залива. Вода точно напиталась синевой ясного весеннего неба; ветер рябит по ней, сгоняя матово-лиловатые полосы и круги. Стайка чаек опустилась на волны, беспечно на них закачалась и лишь под самым килем передней ладьи сверкнула крыльями — всполошило их мирную жизнь что-то малознакомое, невиданное. Новая струя пробивается по стоячей воде, бежит она в вековую славянскую жизнь, пройдет через леса и болота, перекатится широким полем, подымит роды славянские — увидят они редких, незнакомых гостей, подивуются они на их строго боевой, на их заморский обычай. Длинным рядом идут ладьи! Яркая раскраска горит на Солнце. Лихо завернулись носовые борта, завершившись высоким, стройным носом.

Именно эти образы и воплотил художник в «Заморских гостях».

## Другие версии
Рерих исполнил несколько повторений картины. Одна из версий (1902. Картон, пастель) хранится в Вятском художественном музее имени Васнецовых в Кирове. В Русском музее находится версия, поступившая в 1927 году из Государственного музейного фонда, размером 79 × 100 сантиметров (1902. Картон, масло). В Национальном художественном музее Республики Беларусь в Минске хранится ещё одна версия (1901. Картон, темпера).